# Kameralamt Urach
Das Kameralamt Urach war eine Einrichtung des Königreichs Württemberg, die im Amtsbezirk Besitz und Einkommen des Staates verwaltete. Es bestand von 1806 bis 1922 in Urach. Das Kameralamt wurde im Rahmen der Neuordnung der Staatsfinanzverwaltung im Königreich Württemberg geschaffen.

## Geschichte
Am 4. Juni 1819 erging ein Edikt des Königs, wonach die Zahl der bestehenden Kameralämter von 87 auf 79 verringert wurden. In dessen Folge wurden vom Kameralamt Münsingen die Orte Gruorn und Trailfingen an das Kameralamt Urach abgetreten.
Durch Entschließung vom 6. April 1836 trat das Kameralamt Urach den Ort Grabenstetten an das Kameralamt Neuffen ab, dessen Übereinstimmung mit dem Oberamtsbezirk Nürtingen dadurch hergestellt wurde.
Nach einer Verordnung vom 6. März 1843 wurde die Anzahl der Kameralämter erneut verringert und auf 65 festgesetzt. Das Kameralamt Urach erhielt vom Kameralamt Neuffen den Ort Grabenstetten wieder zurück, desgleichen trat das Kameralamt Pfullingen die Orte Mittelstadt, Reicheneck und Sondelfingen an das Kameralamt Urach ab.
Nach den Angaben des Hof- und Staatshandbuchs von 1843 umfasste das Kameral- und Oberamt Urach folgende 28 Gemeinden mit dazu gehörigen Weilern und Höfen: Urach, Bempflingen, Bleichstetten, Böhringen, Dettingen, Donnstetten, Gächingen, Glems, Grabenstetten, Gruorn, Hengen, Hülben, Lonsingen, Metzingen, Mittelstadt, Neuhausen an der Erms, Ohnastetten, Reicheneck, Riederich, Rietheim, Seeburg, Sirchingen, Sondelfingen, Trailfingen, Upfingen, Wittlingen, Würtingen und Zainingen. Eine Änderung dieser Einteilung trat bis 1922 nicht mehr ein.